# 마카로니
마카로니(영어: macaroni 매커로니[*]) 또는 마케로니(이탈리아어: maccheroni, 단수: maccherone 마케로네[*])는 이탈리아의 파스타이다. 기계로 만드는 파스타의 일종이다. 스파게티보다는 그 형태가 상당히 짧고 속이 비어 있으며 계란이 들어가지 않는다. 겉면에 줄무늬가 있는 모양도 있다. 집에서도 기계를 사용할 수 있지만, 대개는 공산품으로 생산돼 유통된다.
마카로니라는 단어는 이탈리아어 maccherone가 잘못 옮겨진 형태이며 복수형은 maccheroni이다. 어원 자체에 대해서는 논쟁이 있으며 그리스어에서 넘어온 것으로 보는 학자도 있다. 어떤 사람들은 파스타를 만들 때 쓰는 밀로 만드는 과정을 묘사한 ammaccare에서 왔다고 보기도 하며 라틴어 macerare가 그 뿌리라고 주장하는 사람도 있다.
영어권 국가에서 마카로니는 튜브처럼 말아지거나 짧은 모양을 한 파스타를 지칭하는 용어이며 미국에서는 엘보우 마카로니라고 부른다. 영국과 미국에서는 체더 치즈와 소스를 함께해서 요리로 내놓는다. 캐나다에서는 널리 통하는 재료이다.
홍콩에서는 마카로니를 서양 요리와 접목하여 주재료로 사용한다. 일부 지역에서는 물을 끓이면서 마카로니를 넣고 끓여내고 다음으로 소시지나 버섯을 넣고 수프를 끓여 마지막에 다른 파스타를 넣어 요리한다. 아침이나 브런치를 먹는다. 이와 같은 마카로니 수프는 차찬텡에서 흔한 메뉴들 중 하나다.
피자용 치즈를 위에 흩뿌려서 전자레인지에 데워 간단하게 채소와 함께 마카로니 샐러드로 먹기도 하며 이처럼 그라탱이나 리소토를 만들어 먹기도 한다. 대개 마카로니를 삶을 때에는 소금을 끓이는 동안 넣어 15-20분 정도 끓여준다.

## 사진
- 고미토 마카로니 (Gomito는 팔꿈치라는 뜻)
- 맥앤치즈(마카로니와 치즈)

## 같이 보기
- 마케로니 알 페레토
- 마케로니 알 페티네
- 마케로니 알라 키타라